# Cerkev sv. Lovrenca, Sveti Lovrenc

Cerkev sv. Lovrenca je cerkev v Svetem Lovrencu (naselju v Občini Prebold), posvečena svetemu Lovrencu. Spada v upravo župnije sveti Pavel, Prebold in jo vodi vsakokratni duhovnik.

## Nastanek
Zgrajena je bila v času romanike in je posvečena svetemu Lovrencu. Velikost ladje je 14×8 metrov in je vse do današnjih dni ostala enaka. Prezbiterij so ji prizidali v 16 stoletju. Leta 1631 je cerkev imela štiri oltarje in sicer: glavni-svetega Lovrenca, stranski: oltar svetega Mihaela, brezmadežne Matere božje in oltar svetega Sebastijana. Oltar je bil tudi pri vhodu v cerkev, zaradi njegovega slabega stanja pa so ga umaknili. 

## Grobovi
V cerkveni grobnici sta pokopana D. Mihael Moffrin, ki je bil graščak iz Šešč ter D. Joannes Gratler, ki je bil plemič v Svetem Lovrencu. 

## Posebnosti
Leta 1971 so po odstranitvi ometa na zunanji strani zidu, na spodnjih plasteh odkrili poslikave. Notranjost in zunanjost so fotografirali. Na južni strani je v sredini na slikah dobro vidno poznogotsko okno iz 16 stoletja; drugo zazidano okno (kamenje in opeka) je vrjetno na vzhodni strani prezbiterija. N severozahodnem vogalu je vidna rimska kamnita plošča z reliefom, ki je velika 120x50 centimetrov. Obe okni sta sedaj skriti pod ometom. Sedaj je vidna le še rimska kamnita glava na jugozahodnem delu v velikosti 30x30 centimetrov. Takratno ugotovljeno stanje hrani zavod za naravno in kulturno dediščino Slovenije.

## Zgodovinski predmeti
Cerkev hrani naslednjo zapuščino:
- v zakristiji hranijo dva misala (mašni knjigi) iz let 1702 in 1705
- relikvarij iz druge polovice 18. stoletja
- nauček-luč z zvončkom za sprevod in obhajilo umirajočih
- v zvoniku je križ za bandero, verjetno iz 18. stoletja
- na podstrešju je pogrebni križ, star najmanj 200 let